# Joseph Huber (ginnasta)
Joseph Huber (Dornach, 24 settembre 1893 – Pfastatt, 18 gennaio 1976) è stato un ginnasta francese.

## Palmarès

### Olimpiadi
- Argento a Parigi 1924 nel concorso a squadre.